# عباس سحاب
عبّاس سحاب (زادهٔ ۳ دی ۱۳۰۰ در روستای فم در شهرستان تفرش – درگذشته ۱۴ فروردین ۱۳۷۹ خورشیدی در تهران)، جغرافی‌دان و نقشه‌نگار (کارتوگراف) برجستهٔ ایرانی است. از او به عنوان بنیان‌گذار دانش نقشه‌نگاری به شیوهٔ نوین در ایران یاد می‌شود. عباس سحاب همچنین بنیان‌گذار مؤسسه جغرافیایی و کارتوگرافی سحاب است.

## زندگی
عبّاس سحاب در ۳ دیِ ۱۳۰۰ در شهرستان تفرش متولد شد. او تنها پسر ابوالقاسم سحاب از دانشمندان عصر خود بود که شمار تألیفاتش به بیش از ۷۰ جلد می‌رسد. در هنگام تولد، پدرش ابوالقاسم سحاب، رئیسِ معارف ولایت ثلاث (ملایر، نهاوند، تویسرکان) و مقیم نهاوند بود. عباس سحاب نخستین فرزند پسر ابوالقاسم سحاب پس از نُه دختر بود.
عباس سحاب در چهارسالگی به تشویق پدرش به مکتب درس ملاحسین شاهمیری رفت و مدت سه سال شاگردی کرد. در هفت سالگی برای ادامهٔ تحصیل وارد مدرسه کمالیه شد. سپس برای ادامهٔ تحصیلات متوسطه به مدرسه‌های ابن سینا و علمیه رفت. در این مدارس ذوق و استعداد سرشار وی به جغرافیا نمایان شد و تحت راهنمایی‌های پدر و آموزگاران بیشتر اوقات خود را در تهیه نقشه‌های جغرافیایی گذراند. نمونه‌ای از کار نقشه‌نگاری وی در دوره دبیرستان «نقشه کشور فرانسه» است که در ۱۳ سالگی ترسیم کرده و اکنون در آرشیو مؤسسه جغرافیایی و کارتوگرافی سحاب نگهداری می‌شود. در همین دوره دبیرستان، اولین نقشه تهران را بعد از شش ماه کار و تلاش به خط لاتین تهیه کرد.
سحاب به دلیل علاقهٔ وافر به دانش جغرافیا در سال ۱۳۱۵ به همراه پدر سنگ بنای نخستین مؤسسه جغرافیایی و کارتوگرافی خصوصی ایران را گذاشت. وی برای تهیه نقشه‌های مناطق گوناگون ایران به بیش از سی هزار شهر و روستا سفر کرد. وی در سال ۱۳۳۴ با همکاری مؤسسهٔ کلمبوس آلمان، نخستین کره جغرافیایی را به خط و زبان فارسی تولید کرد.
عباس سحاب مؤلف، نقشه‌نگار و ناشر صدها اطلس و نقشهٔ جغرافیایی از شهرها و استان‌های ایران، کشورهای خاورمیانه، خلیج فارس و دودمان‌های تاریخی ایران است. او با ابداع سبکی نوین در طراحی و ترسیم نقشه‌های جغرافیایی به عنوان یکی از نقشه‌نگاران صاحب سبک در دنیا مطرح شد.
عباس سحاب از کودکی عاشق هنر بود. خوب نقاشی می‌کرد و تابلوهای بسیاری از او به یادگار مانده‌است.
از دیگر آثار ارزشمند او تألیف و تدوین اطلس چهارده قرن هنر اسلامی به دو زبان فارسی و انگلیسی در ۲۰ مجلد می‌باشد. تألیف این مجموعه با حمایت یونسکو در زمان حیات او در طول بیش از سی سال ادامه داشت و برای گردآوری منابع و تکمیل آن به ۳۲ کشور جهان سفر کرد، اما متأسفانه به انجام نرسید. تنها جلد دوم آن تحت عنوان «هنر خوشنویسی، از آغاز تا امروز» به دو زبان فارسی و انگلیسی در سال ۱۳۸۱ خورشیدی چاپ و منتشر شد.
مطالعه، پژوهش و گردآوری اسناد تاریخی و جغرافیائی خلیج فارس برای مقابله با سازندگان اسامی جعلی و اثبات حقانیت ایرانیان و اصالت نام این آبراه همیشه ایرانی از سال‌های دههٔ ۴۰ خورشیدی تا پایان حیات از دغدغه‌های سحاب بود. وی با تشکیل نخستین نمایشگاه اسناد تاریخی و جغرافیائی خلیج فارس در سال ۱۳۴۵ در محل کافهٔ شهرداری تهران و تدوین و انتشار چند مجلد اطلس به زبان‌های فارسی، عربی و انگلیسی و شرکت در مجامع علمی داخل و خارج کشور و تشکیل نمایشگاه‌ها در این زمینه اهتمام کرد.
مؤسسه جغرافیایی و کارتوگرافی سحاب که حاصل کار و تلاش سه نسل خاندان سحاب است، یادگار سحاب به عنوان نخستین مؤسسهٔ جغرافیائی بخش خصوصی در خاورمیانه است. پس از درگذشت وی، این نهاد بزرگ فرهنگی، با نزدیک به ۸۰ سال فعالیت در زمینهٔ نقشه نگاری، توسط فرزند ارشدش، محمدرضا سحاب (نسل سوم خاندان سحاب) با همکاری همسر و فرزندانش که نسل چهارم این خاندان می‌باشند اداره می‌شود و علی‌رغم سختی‌ها و مسائل و مشکلات مالی به فعالیت خود ادامه می‌دهد.
عباس سحاب افزون بر مؤسسه جغرافیایی و کارتوگرافی سحاب، کتابخانهٔ جغرافیایی سحاب را نیز به یادگار گذاشته‌است. بنیان این کتابخانه تخصصی را پدرش ابوالقاسم سحاب گذاشت اما او با گردآوری منابع فراوان از سراسر جهان در جهت هرچه غنی‌ترکردن آن کوشید. این کتابخانه تخصصی هم‌اکنون دارای چندین هزار جلد کتاب و تقریباً به همین اندازه نشریات ادواری در زمینهٔ جغرافیا و نیز بیش از ۸۰ هزار قطعه نقشه از ایران و جهان است. پس از درگذشت سحاب نیز علی‌رغم کمبود جا و فضای لازم، با تلاش مدیر و کارکنان مؤسسه همواره اطلس‌ها، نقشه‌ها و دیگر منابع جدید از سراسر جهان تهیه و به این کتابخانه تخصصی اضافه می‌شود.
عباس سحاب در ۱۴ فروردین ۱۳۷۹ درگذشت و در قطعه هنرمندان و دانشمندان ایران در گورستان بهشت‌زهرا (تهران) به خاک سپرده شد.